# جوجیتسو در بازی‌های آسیایی ۲۰۱۸
جوجیتسو یکی از ورزش‌های بازی‌های آسیایی ۲۰۱۸ است که از ۲۴ تا ۲۶ اوت ۲۰۱۸ برگزار شده است.
این مسابقات در دو بخش مردان و زنان در جاکارتا کنوانسیون سنتر، جاکارتا، اندونزی انجام شده است.

## مدال‌ها

### مردان
| رویداد     | طلا                               | نقره                             | برنز                                   |
| ۵۶ کیلوگرم | حمد نواد · امارات متحده عربی      | خالد البلوشی · امارات متحده عربی | Nurzhan Seiduali · قزاقستان            |
| ۵۶ کیلوگرم | حمد نواد · امارات متحده عربی      | خالد البلوشی · امارات متحده عربی | Kemal Meredov · ترکمنستان              |
| ۶۲ کیلوگرم | Darkhan Nortayev · قزاقستان       | عمر الفضلی · امارات متحده عربی   | سعید المزروعی · امارات متحده عربی      |
| ۶۲ کیلوگرم | Darkhan Nortayev · قزاقستان       | عمر الفضلی · امارات متحده عربی   | فریح الحراحشه · اردن                   |
| ۶۹ کیلوگرم | Torokan Bagynbai uulu · قرقیزستان | طالب الکربی · امارات متحده عربی  | Nartay Kazhekov · قزاقستان             |
| ۶۹ کیلوگرم | Torokan Bagynbai uulu · قرقیزستان | طالب الکربی · امارات متحده عربی  | Banpot Lertthaisong · تایلند           |
| ۷۷ کیلوگرم | Ruslan Israilov · قزاقستان        | Nursultan Alymkulov · قرقیزستان  | محمد القبیسی · امارات متحده عربی       |
| ۷۷ کیلوگرم | Ruslan Israilov · قزاقستان        | Nursultan Alymkulov · قرقیزستان  | عبدالکریم الرشید · اردن                |
| ۸۵ کیلوگرم | حیدر الرشید · اردن                | خلفان بلهول · امارات متحده عربی  | Abdurahmanhaji Murtazaliev · قرقیزستان |
| ۸۵ کیلوگرم | حیدر الرشید · اردن                | خلفان بلهول · امارات متحده عربی  | Murtazali Murtazaliev · قرقیزستان      |
| ۹۴ کیلوگرم | فیصل الکتبی · امارات متحده عربی   | زید سامی · اردن                  | Rizat Makhashev · قزاقستان             |
| ۹۴ کیلوگرم | فیصل الکتبی · امارات متحده عربی   | زید سامی · اردن                  | Hwang Myeng-se · کره جنوبی             |

### زنان
| رویداد     | طلا                    | نقره                             | برنز                          |
| ۴۹ کیلوگرم | Jessa Khan · کامبوج    | مهره الهنائی · امارات متحده عربی | Margarita Ochoa · فیلیپین     |
| ۴۹ کیلوگرم | Jessa Khan · کامبوج    | مهره الهنائی · امارات متحده عربی | Dương Thị Thanh Minh · ویتنام |
| ۶۲ کیلوگرم | سانگ کی-را · کره جنوبی | کونستانیس لین · سنگاپور          | یاراکاکیش · اردن              |
| ۶۲ کیلوگرم | سانگ کی-را · کره جنوبی | کونستانیس لین · سنگاپور          | Tsogkhuu Udval · مغولستان     |

## جدول مدال‌ها
| رتبه  | کشور              | طلا | نقره | برنز | مجموع |
| ۱     | امارات متحده عربی | ۲   | ۵    | ۲    | ۹     |
| ۲     | قزاقستان          | ۲   | ۰    | ۳    | ۵     |
| ۳     | اردن              | ۱   | ۱    | ۳    | ۵     |
| ۴     | قرقیزستان         | ۱   | ۱    | ۲    | ۴     |
| ۵     | کره جنوبی         | ۱   | ۰    | ۱    | ۲     |
| ۶     | کامبوج            | ۱   | ۰    | ۰    | ۱     |
| ۷     | سنگاپور           | ۰   | ۱    | ۰    | ۰     |
| ۸     | فیلیپین           | ۰   | ۰    | ۱    | ۱     |
| ۸     | مغولستان          | ۰   | ۰    | ۱    | ۱     |
| ۸     | تایلند            | ۰   | ۰    | ۱    | ۱     |
| ۸     | ترکمنستان         | ۰   | ۰    | ۱    | ۱     |
| ۸     | ویتنام            | ۰   | ۰    | ۱    | ۱     |
| مجموع | مجموع             | ۸   | ۸    | ۱۶   | ۳۲    |

## لینک
- جوجیتسو در بازی‌های آسیایی ۲۰۱۸